# Municipio de Armstrong Grove
El municipio de Armstrong Grove (en inglés: Armstrong Grove Township) es un municipio ubicado en el condado de Emmet en el estado estadounidense de Iowa. En el año 2010 tenía una población de 1120 habitantes y una densidad poblacional de 11,86 personas por km².

## Geografía
El municipio de Armstrong Grove se encuentra ubicado en las coordenadas 43°23′11″N 94°30′6″O / 43.38639, -94.50167. Según la Oficina del Censo de los Estados Unidos, el municipio tiene una superficie total de 94.43 km², de la cual 94,43 km² corresponden a tierra firme y (0 %) 0 km² es agua.

## Demografía
Según el censo de 2010, había 1120 personas residiendo en el municipio de Armstrong Grove. La densidad de población era de 11,86 hab./km². De los 1120 habitantes, el municipio de Armstrong Grove estaba compuesto por el 97,77 % blancos, el 0,36 % eran amerindios, el 0,36 % eran asiáticos, el 0,09 % eran de otras razas y el 1,43 % eran de una mezcla de razas. Del total de la población el 0,8 % eran hispanos o latinos de cualquier raza.